# Runcinia aethiops
Runcinia aethiops es una especie de araña cangrejo perteneciente al género Runcinia, de la familia Thomisidae, del suborden Araneomorphae.
Fue descrita científicamente por Eugène Simon en 1901. La especie aparece registrada y publicada en una sección de Etude sur les arachnides recueillis au cous de la Mission de Bonchamps à travers l’Ethiopee, de Djibouti au Nil blanc (1897-1898). Annales de la Société Entomologique de France 70(1): p. 18–26 de 1901.

## Distribución
Se distribuye por el continente africano.